# Hoya parviflora
Hoya parviflora ist eine Pflanzenart der Gattung der Wachsblumen (Hoya) aus der Unterfamilie der Seidenpflanzengewächse (Asclepiadoideae). Mit einem Durchmesser von nur 3 bis 5 mm gehören die Blüten von Hoya parviflora (Name! kleinblütig) mit zu den kleinsten Blüten innerhalb der Gattung Hoya.

## Merkmale
Hoya parviflora ist eine ausdauernde, kletternde Pflanze mit windenden Trieben. Die dünnen Triebe sind im Querschnitt rund, messen etwa 1 mm im Durchmesser, frische Triebe sind häufig rötlich. Sie heftet sich mit feinen Haftwurzel, die oberhalb der Blattknoten entspringen an Äste und Bäume an. Die gegenständigen, dunkelgrünen Blätter sind gestielt, die dicken Stiele sind bis 4 mm lang. Die fleischigen Blattspreiten sind lanzettlich, 6 bis 11,5 cm lang und 1 bis 2,2 cm breit und kahl. Basis und Apex sind, spitz. Die etwas dunkleren Ränder sind leicht zurück gebogen. Manche Formen haben auch silberne Flecken. die Mittelrippe dünn und wenig ausgeprägt. Die Blattnervatur ist kaum erkennbar. Es sind 5 bis 6 Paare von Sekundärrippen vorhanden, die im spitzen Winkel (ungefähr 10°) von der Mittelrippe abgehen.
Der doldenförmige Blütenstand entspringt den Internodien oder ist endständig. Er enthält gewöhnlich 35 bis 40 Blüten. Die Oberfläche ist konkav gewölbt und hängt nach unten. Der dicke, steife und persistierende Blütenstandsstiel ist zurück gebogen und 4,4 bis 5,1 cm lang. Die dünnen Blütenstiele sind gebogen und 0,3 bis 3 cm lang. Die Kelchblätter sind sehr klein, eiförmig und membranös. Die weiße, rosa bis hellpinkfarbene Blütenkrone ist knopfförmig mit einem Durchmesser von 3 bis 5 mm. Sie ist innen an der Basis mit rauen Haaren besetzt. Die Kronblattzipfel sind dreieckig und stark zurück gebogen. Die Nebenkrone ist breit kegelig. Die Zipfel der Nebenkrone sind verkehrt-eiförmig oder verkehrt-herzförmig und längs gefaltet. Der äußere Fortsatz ist dreiteilig, der innere Fortsatz ist spitz zulaufend. Der Antherenfortsatz ist sehr dünn und membranös. Der Griffelkopf ist konisch. Die Blüte duftet stark süßlich nach Parfüm.
Die Pollinien sind länglich und verlaufen am Apex schräg nach innen. Sie sind 275 µm lang und ca. 140 µm breit. Sie sind flach und randlich außen geflügelt. Die Flügel sind schmal, werden zur Basis hin breiter. Die Caudiculae sind kurz keulenförmig, ca. 90 µm lang und geflügelt. Die Flügel sind ca. 190 µm lang und setzen in der unteren Hälfte des Corpusculums an. Das Corpusculum ist länglich-dreieckig. Die Basis läuft in einer stumpfwinkligen Basis aus, der Apex läuft spitzwinklig aus. Die spindelige Balgfrucht ist 11,5 bis 16 lang und hat einen Durchmesser von 0,6 cm. Die Fruchthülle ist dünn, die Außenseite ist glatt. Der glatte Same ist länglich, etwa 7 mm lang und blassbraun. Der Haarschopf ist 2,5 cm lang und weiß.

## Geographische Verbreitung und Habitat
Das Verbreitungsgebiet der Art erstreckt sich von Myanmar, und Thailand bis auf die Malaiische Halbinsel (Malaysia) und nach Sumatra (Indonesien). Sie kommt dort in Tieflandregenwäldern vor. Am Naturstandort auf der  Malaiischen Halbinsel wurde sie im November in Blüte gefunden.

## Taxonomie
Das Taxon wurde von Robert Wight 1834 in seinem Werk Contributions to the Botany of India (S. 37) erstmals beschrieben. Zum Lectotypus wurde von Rahayu & Rodda (2019) das Exemplar Wallich 8156A im Herbarium Kew Gardens bestimmt.
Ein jüngeres Synonym ist Hoya variifolia Ridl. (1926). Das Typmaterial stammt von Sipora, Sumatra.